# Chlamydatus pulicarius
Chlamydatus pulicarius är en insektsart som först beskrevs av Carl Fredrik Fallén 1807.  Chlamydatus pulicarius ingår i släktet Chlamydatus och familjen ängsskinnbaggar. Arten är reproducerande i Sverige. Inga underarter finns listade i Catalogue of Life.